# Das Kabinett des Dr. Larifari
Pour plus de détails, voir Fiche technique et Distribution.
Das Kabinett des Dr. Larifari est un film allemand réalisé par Robert Wohlmuth, sorti en 1930.
Le film est une parodie du film Le Cabinet du docteur Caligari.

## Fiche technique
- Titre : Das Kabinett des Dr. Larifari
- Réalisation : Robert Wohlmuth
- Scénario : Max Hansen (en) et Paul Morgan
- Photographie : Otto Heller et Eduard Hoesch (en)
- Musique : Franz Waxman, Max Hansen et Robert Stolz
- Pays de production : République de Weimar
- Format : Noir et blanc - Mono
- Genre : comédie
- Durée : 78 minutes
- Date de sortie : 1930

## Distribution
- Max Hansen (en) : Max Hansen / Pepperl Kröninger
- Paul Morgan : Paul Morgan / Sebaldus Kröninger / le mari
- Carl Jöken (de) : Carl Jöken / le professeur de chant
- Marianne Stanior (en) : la secrétaire
- Gisela Werbisek : Hedda Mutz-Kahla
- Alice Hechy (en) : Ehefrau
- Else Reval (en) : Chanteuse
- Willy Prager : Patient
- Karl Harbacher : Leopold
- Wolfgang von Schwind (en) : Arzt
- Gerhard Dammann (en) : Gast / le beau-père
- Ellen Plessow (en)
- Gyula Szöreghy